# Азеев, Виктор Аркадьевич
Виктор Аркадьевич Азеев (28 сентября 1955, Смоленск, СССР — 4 декабря 2024) — советский и российский режиссёр, аниматор и телеведущий, доцент кафедры компьютерной графики и анимации и компьютерной графики, а также руководитель мастерских во ВГИКе.

## Биография
Родился 28 сентября 1955 года в Смоленске.
В 1972 году поступил в Ленинградский институт киноинженеров (ныне — Санкт-Петербургский государственный институт кино и телевидения), который он окончил в 1977 году. После окончания института переехал в Москву. В 1987 году поступил во Всесоюзный государственный институт кинематографии имени С. А. Герасимова (ныне — Всероссийский государственный институт кинематографии имени С. А. Герасимова) на режиссёрский факультет, окончив его в 1990 году с красным дипломом.
С 1977 по 1982 годы работал оператором комбинированных съёмок на киностудии Министерства обороны СССР, а с 1982 по 1996 годы работал там же режиссёром мультипликационного кино.
С 1993 по 1996 годы был автором, режиссёром, исполнительным продюсером и режиссёром монтажа в телекомпании «Свежий ветер» (телепередачи «Доброе утро» и «Подъём»; мультсериалы «Бутерброд» и «Что внутри»).
В 1996 году перешёл на телеканал «Муз-ТВ», где являлся автором, режиссёром, оператором и режиссёром монтажа, создавал анимационные заставки для телеканала. С 1996 по 2001 год работал режиссёром и руководителем группы дизайна в телекомпании «REN-TV», а также автором, оператором и режиссёром монтажа, создавал оформление эфира и производил рекламные ролики и телевизионные заставки.
С 1996 по 2007 годы работал в телекомпании «Конфетти», одновременно с этим с 2004 по 2007 годы работал на телеканале World Made Channel, на должности главного режиссёра.
С 2006 года работал во ВГИКе, занимая должность преподавателя анимации на факультете анимации и мультимедиа (кафедра анимации и компьютерной графики). В 2008 году набрал собственную первую мастерскую режиссуры мультимедиа, став мастером. Являлся руководителем четвёртого набора мастерской.
В 2007 году перешёл в ATV, и в том же году — в студию «Анимационный проект».
В 2011 году получил статус телеведущего — вёл телепередачу «Как-то как» на телеканале «Подмосковье», являясь параллельно редактором и продюсером и одновременно с этим с 2008 по 2013 год занимал должность главного режиссёра телеканала «Подмосковье».
С 2013 по 2014 годы работал на студии GameTouch, в качестве режиссёра-аниматора, с 2014 года стал руководителем отдела анимации и моушн-дизайна.
С 2016 по 2020 годы работал в анимационной студии «100 Киловатт» принадлежащей холдингу ВГТРК на должности ведущего режиссёра мультсериала «Домики». В 2018 году мультсериал «Домики» получил диплом «За оригинальную визуализацию архитектурного наследия для детей» на Открытом Российском фестивале анимационного кино в г. Суздаль за серию «Кижи».
Жил в Юбилейном районе города Королёв Московской области.
Скончался 4 декабря 2024 года в возрасте 69 лет.

## Фильмография

### Мультфильмы и мультсериалы
- 1996 — Бутерброд (мультсериал)
- 1996 — Что внутри (мультсериал)
- 1999 — 1001 пуговица (мультсериал)
- 2001 — Байки из кухни (мультсериал)
- 2003 — С Новым годом (мультсериал)
- 2003 — Свечи
- 2018 — Два Хвоста
- 2018 — Домики (мультсериал)

## Награды и премии
- 1998 — Международный фестиваль короткометражного кино в Клермон-Ферране (Франция)
- 2000 — Международный фестиваль анимационного кино «Cinanima» (Португалия)
- 2001 — Международный фестиваль анимационных фильмов в Анси (Франция)
- 2001 — Бразильский анимационный фестиваль «Anima Mundi» (Бразилия)
- 2002 — Международный фестиваль анимации «I Castelli Animati» (Италия)
- 2002 — Фестиваль «Animadrid» (Испания)
- 2004 — Фестиваль анимации «Animac» (Испания)
- 2004 — Фестиваль «Banf Television Festival» (Канада)
- 2005 — Международный кинофестиваль «Zlin Film Festival» (Чехия)
- 2006 — Фестиваль «RFAF» (Босния и Герцеговина)[5]
- 2007 — Международный фестиваль детского кино «Children's Film Festival Seattle» (США)[12]
- 2018 — Открытый Российский фестиваль анимационного кино (Россия)[9][10]
- и другие…